# Вишня Гора
Вишня Гора (словен. Višnja Gora) — поселення в общині Іванчна Гориця, Осреднєсловенський регіон, Словенія. Висота над рівнем моря: 358 м.